# Albumy FIDE
Albumy FIDE – wydawnictwa Stałej Komisji Kompozycji Szachowej FIDE.
Zadaniem albumów FIDE jest:
- uwiecznianie najlepszych zadań i studiów
- umieszczenie określonej liczby zadań danego autora jest podstawą do nadania tytułów mistrza lub arcymistrza kompozycji szachowej

Przez wiele lat albumy FIDE  były redagowane przez N.Petrovicia.
Aktualnie albumy FIDE są wydawane co 3 lata.